# Onitis uncinatus
Onitis uncinatus är en skalbaggsart som beskrevs av Johann Christoph Friedrich Klug 1855. Onitis uncinatus ingår i släktet Onitis och familjen bladhorningar. Inga underarter finns listade i Catalogue of Life.